# Abbaye de Neuzelle
Pour l'abbaye située à Ibach, voir Abbaye de Neuenzell (Unteribach).
L'abbaye de Neuzelle est un monastère cistercien à Neuzelle, dans le Land de Brandebourg en Allemagne. Fondé au XIVe siècle par les margraves de Lusace de la maison de Wettin et sécularisé en 1817, il est à nouveau occupée par quatre moines cisterciens venant de l'abbaye de Heiligenkreuz depuis août 2017, deux cents ans après sa dissolution.

## Histoire

### Moyen Age
L'abbaye de Neuzelle est fondée le 12 octobre 1268 par le margrave Henri III l'Illustre en hommage à son épouse Agnès morte deux jours auparavant, pour développer les seigneuries entre l'Oder et la Schlaube (de) au nord-est de la Basse-Lusace, auprès de la zone d'implantation des Sorabes que les margraves avaient acquise des ducs de Silésie de la dynastie Piast. Neuzelle (latin : Nova Cella) était une filiale de l'abbaye d'Altzelle (Cella) dans la marche de Misnie ; un couvent cistercien se formait en 1281.

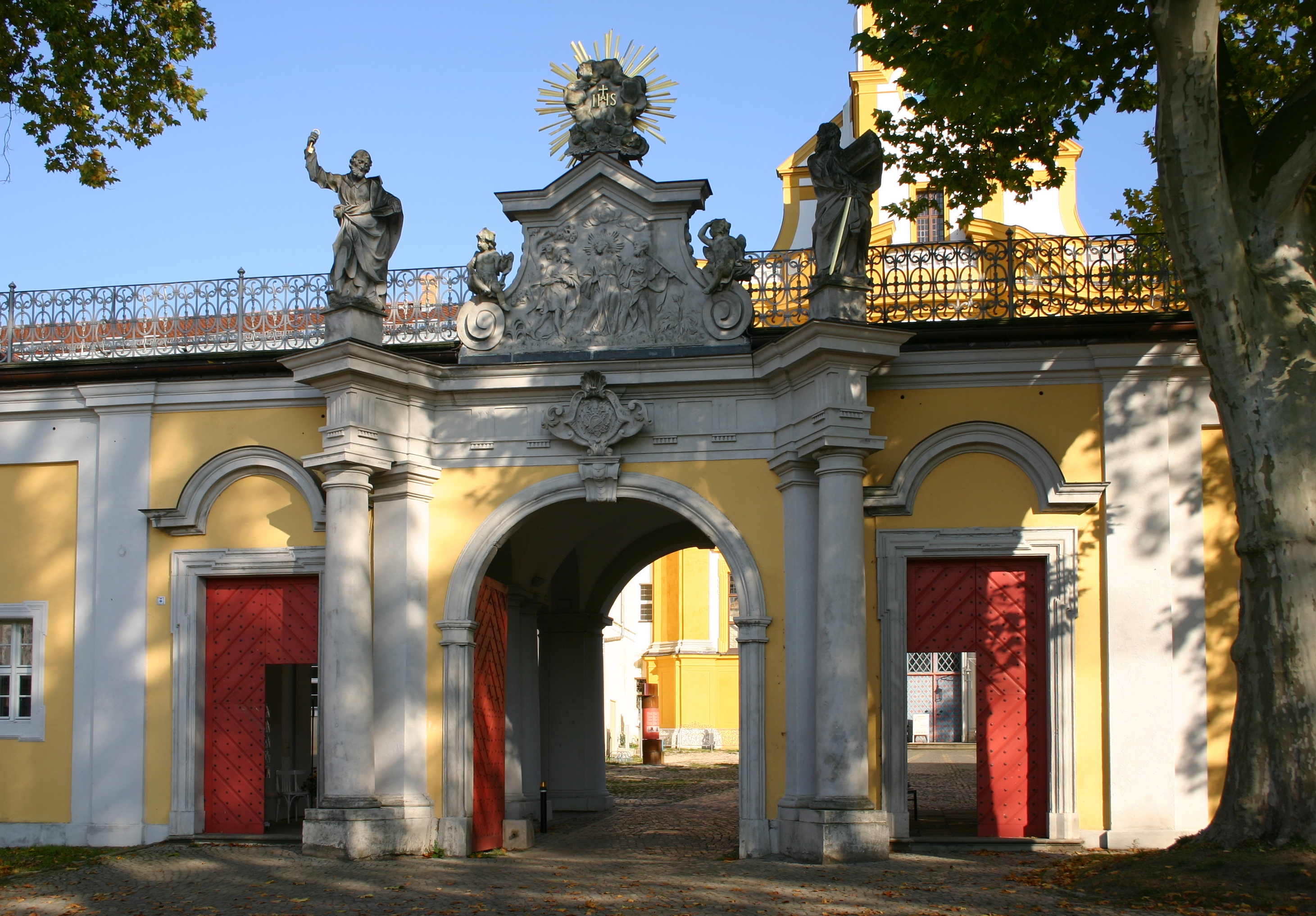
L'entrée du cloître.

Le monastère, érigé  entre 1300 et 1330, s'accroît sur un éperon rocheux dominant le bassin de l'Oder. L'église-halle originale avec une nef et deux collatéraux est bâtie dans un style gothique de brique typiquement local.
Au Moyen Âge, l'administration du monastère de Neuzelle établit un système seigneurial. Elle s'étend sur une trentaine de villages de Basse-Lusace et quelques-uns dans les régions limitrophes de la marche de Brandebourg au nord. À l'extrême nord-est, la ville de Fürstenberg-sur-Oder (aujourd'hui une partie d'Eisenhüttenstadt), également fondée par Henri l'Illustre, et le château de Schiedlo (en polonais : Szydłów, actuellement dans la gmina de Cybinka) au-delà du fleuve Oder, près de la frontière avec le duché silésien de Glogau, sont la propriété de l'abbaye.
Sous le règne de l'empereur Charles IV, en 1367, toute la Basse-Lusace a été intégrée dans les pays de la couronne de Bohême. En 1429, durant les guerres hussites, un groupe de soldats du royaume de Bohême vient détruire l'abbaye après s'en être pris à la ville de Guben au sud. Comme les moines refusent de renier leur foi catholique et la réforme de Jan Hus, ils sont torturés, massacrés ou enlevés. Depuis, ils sont vénérés comme des martyrs. Dès 1432, l'abbaye est reconstruite en revendant certains villages. Les membres du clergé sont formés au collège cistercien de Leipzig.

### Époque moderne
Durant la Réforme, l'abbaye de Neuzelle constitue un îlot catholique, en particulier lorsque les paysans de la Basse-Lusace sous son servage se convertissent au luthéranisme. Les nouveaux moines viennent en majorité du nord de la Bohême et de la « Haute-Lusace », régions catholiques, et étudient à l'université Charles de Prague. Le monastère est rattaché à la province de Bohême dans l'ordre cistercien.
Au cours de la guerre de Trente Ans, l'abbaye est gravement endommagée. Lorsque la Basse-Lusace est cédée en 1635 dans le cadre de la Paix de Prague par l'emepereur Ferdinand II à la branche albertine de la maison de Wettin, les électeurs de Saxe luthériens promettent la pérennité de l'abbaye catholique.

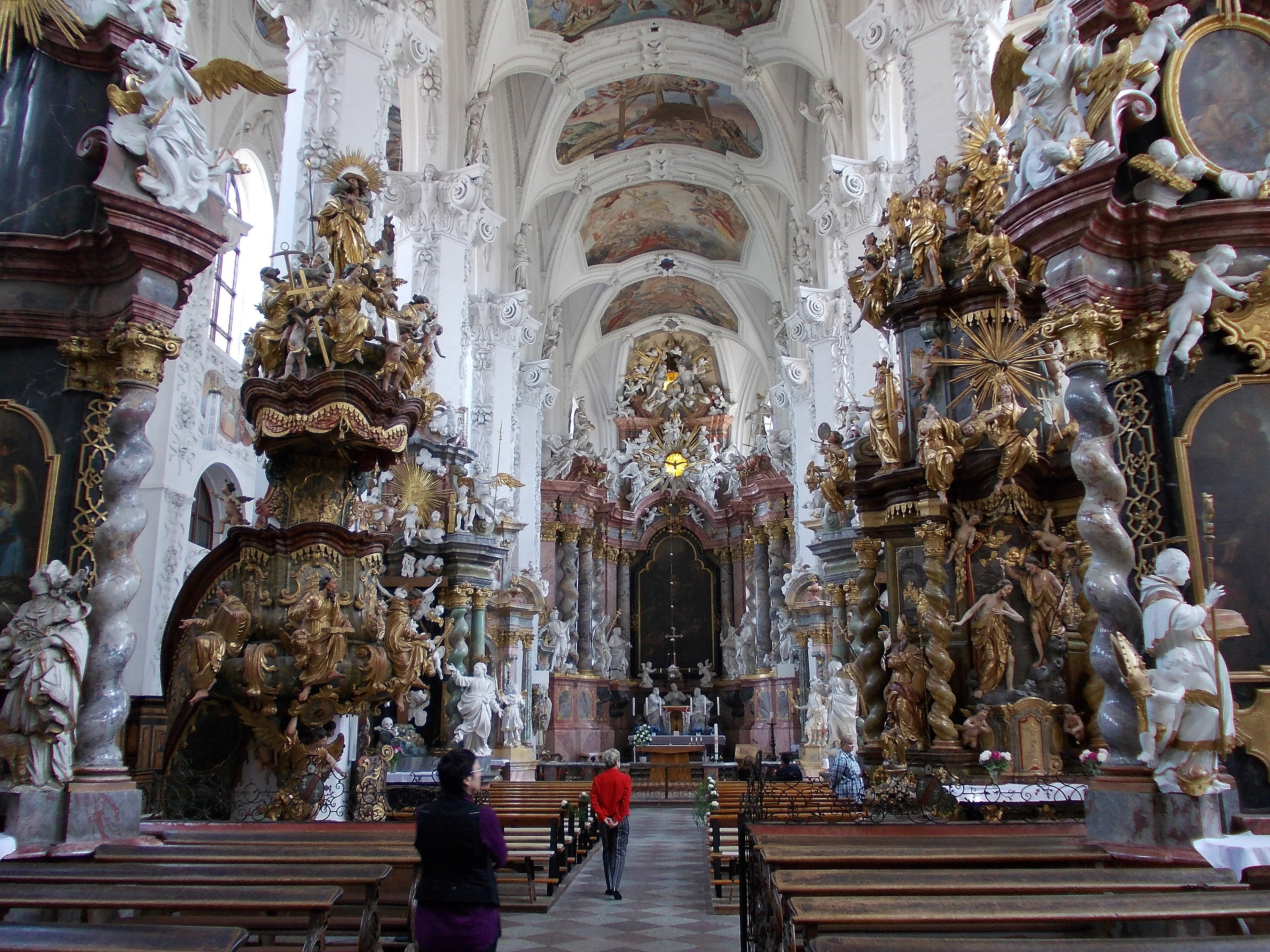
Intérieur de l'église de Neuzelle

Après la fin de la guerre et la conclusion des traités de Westphalie en 1648, les moines cisterciens reviennent et stabilisent la seigneurie. L'abbé Bernard demande durant la reconstruction entre 1655 et 1658 à des artistes italiens de décorer l'église de fresques et de stucs. Son successeur rénove l'ensemble des bâtiments dans le style baroque du sud de l'Allemagne. Toutefois la rénovation garde la structure de l'église-halle avec ses piliers serrés et ses allées étroites. L'administration du monastère se fait sous le patronage de Johann Brusch von Neiberg (de), un conseiller (Geheimer Rat) à la cour de l'empereur Léopold Ier.
Presque tous les bâtiments existant encore aujourd'hui sont principalement de la période baroque. L'église abbatiale est le plus important édifice religieux de Basse-Lusace.

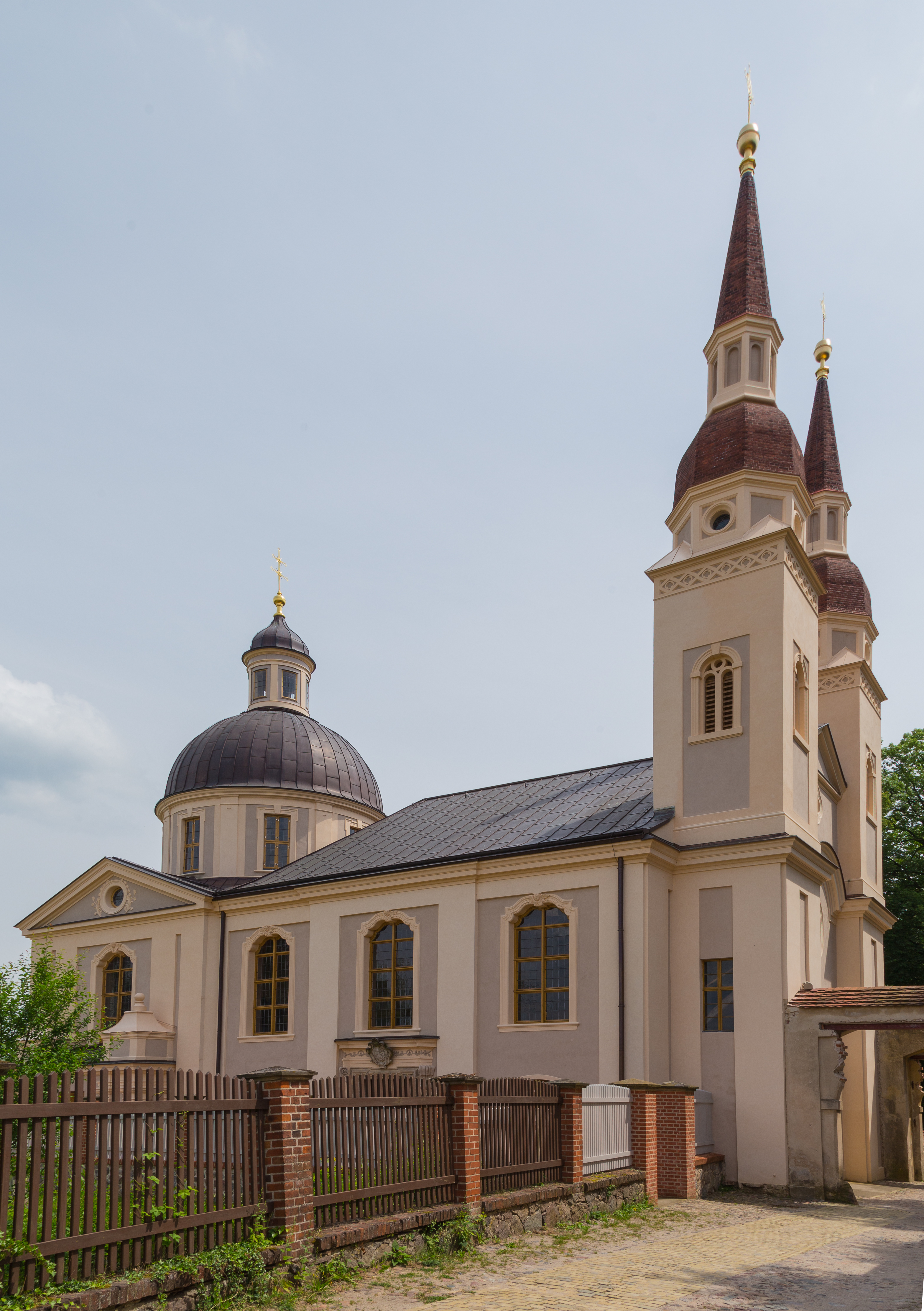
Église Sainte-Croix

### Sécularisation et nouveau départ
À la suite du congrès de Vienne en 1815, la Basse-Lusace est intègree au royaume de Prusse. L'abbaye de Neuzelle est sécularisée par Frédéric-Guillaume III en 1817 et convertie à des fins profanes. Les bâtiments accueilleront un orphelinat et un séminaire d'enseignement. Ces bâtiments et les terres de l'abbaye sont administrés par l'État prussien. En outre, la brasserie est maintenue et existe toujours. En 1934 le séminaire devint une Nationalpolitische Erziehungsanstalt, dissoute en 1945.

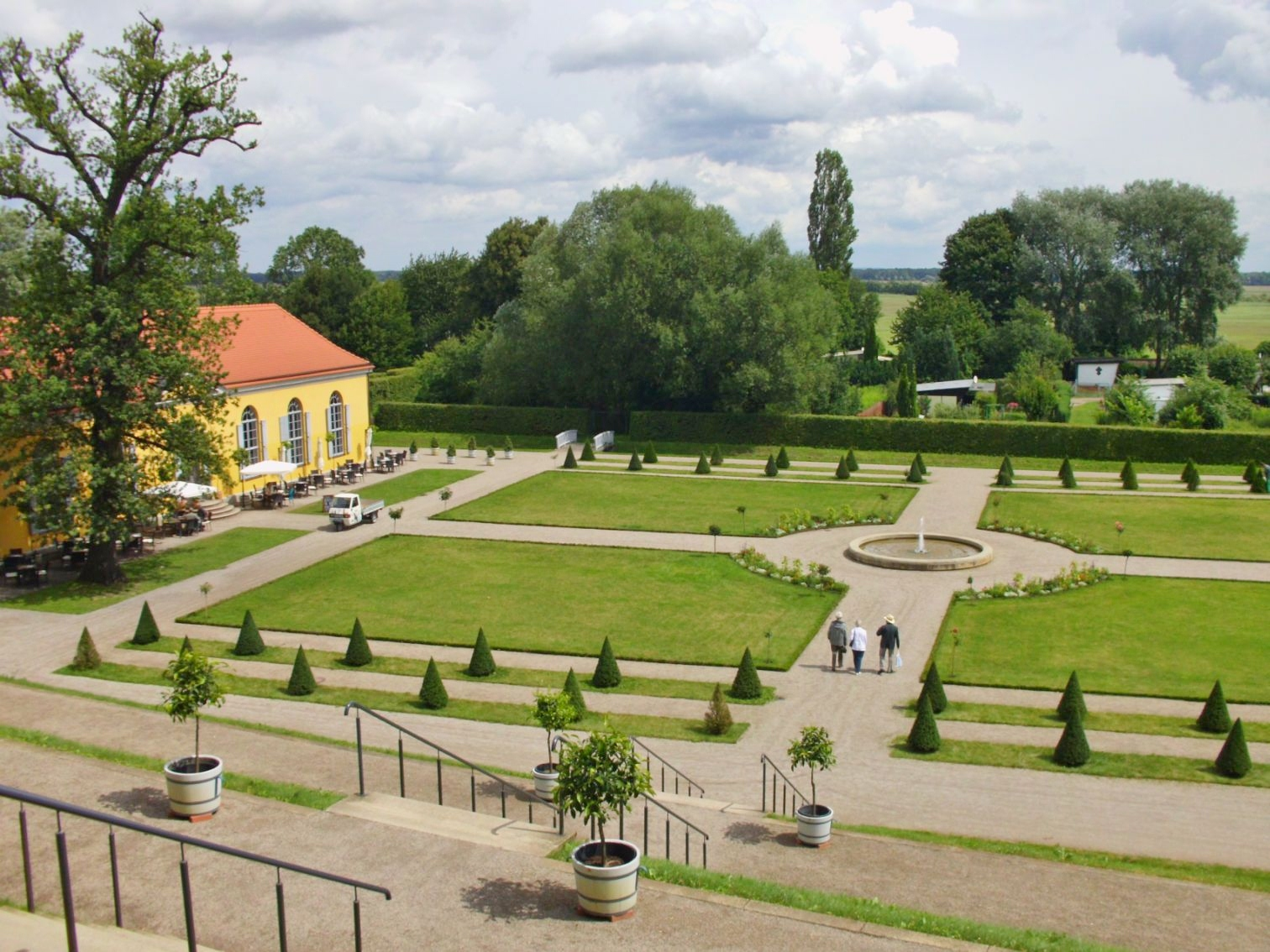
Vue sur le jardin et l'orangerie.

En 1817 l'administration prussienne ceda l'église catholique Sainte-Croix, autrefois réservée aux laïcs locaux (dite Leutekirche, l'église des gens) aux fidèles protestants, dont la paroisse fait partie de l'Église protestante Berlin-Brandebourg-Haute Lusace silésienne. L'ancienne église abbatiale demeure catholique (en 1947, elle est consacrée à Notre-Dame), accueillent de nombreux pèlerinages du diocèse de Görlitz. L'orgue de l'église abbatiale est construit en 1906 par le facteur Wilhelm Sauer. L'instrument dispose de vingt-quatre jeux sur deux claviers et un pédalier, sa traction est pneumatique. En 1955, l'abbaye est nationalisée par la république démocratique allemande (Allemagne de l'Est).
En 1996, une nouvelle fondation est créée pour l'entretien et le développement d'activités culturelles de l'abbaye de Neuzelle. En 2004, le jardin et l'orangerie du monastère baroque sont rouverts après d'importantes rénovations. En août 2017, elle est à nouveau consacrée par l'évêque Wolfgang Ipolt et voit le retour quelques moines cisterciens. À l'occasion du 750e anniversaire en 2018, un prieuré sera créé en droit canonique.